# Sân bay Kangerlussuaq
Sân bay Kangerlussuaq (IATA: SFJ, ICAO: BGSF), cũng gọi là Sân bay Søndre Strømfjord, là một sân bay ở Kangerlussuaq (tên bằng tiếng Đan Mạch: Søndre Strømfjord), Greenland. Đây là sân bay dân sự duy nhất ở Greenland đủ lớn để phục vục các máy bay lớn. Đây là trung tâm của hãng Air Greenland. 

## Các hãng hàng không và các tuyến điểm
- Air Greenland (Aasiaat, Copenhagen, Ilulissat, Kulusuk, Maniitsoq, Narsarsuaq, Nuuk, Qaanaaq, Qaarsut, Sisimiut, Upernavik, Uummannaq, Venice [seasonal])
- Scandinavian Airlines System (Copenhagen) [bắt đầu lại mùa Hè năm 2008]

## Tham khảo

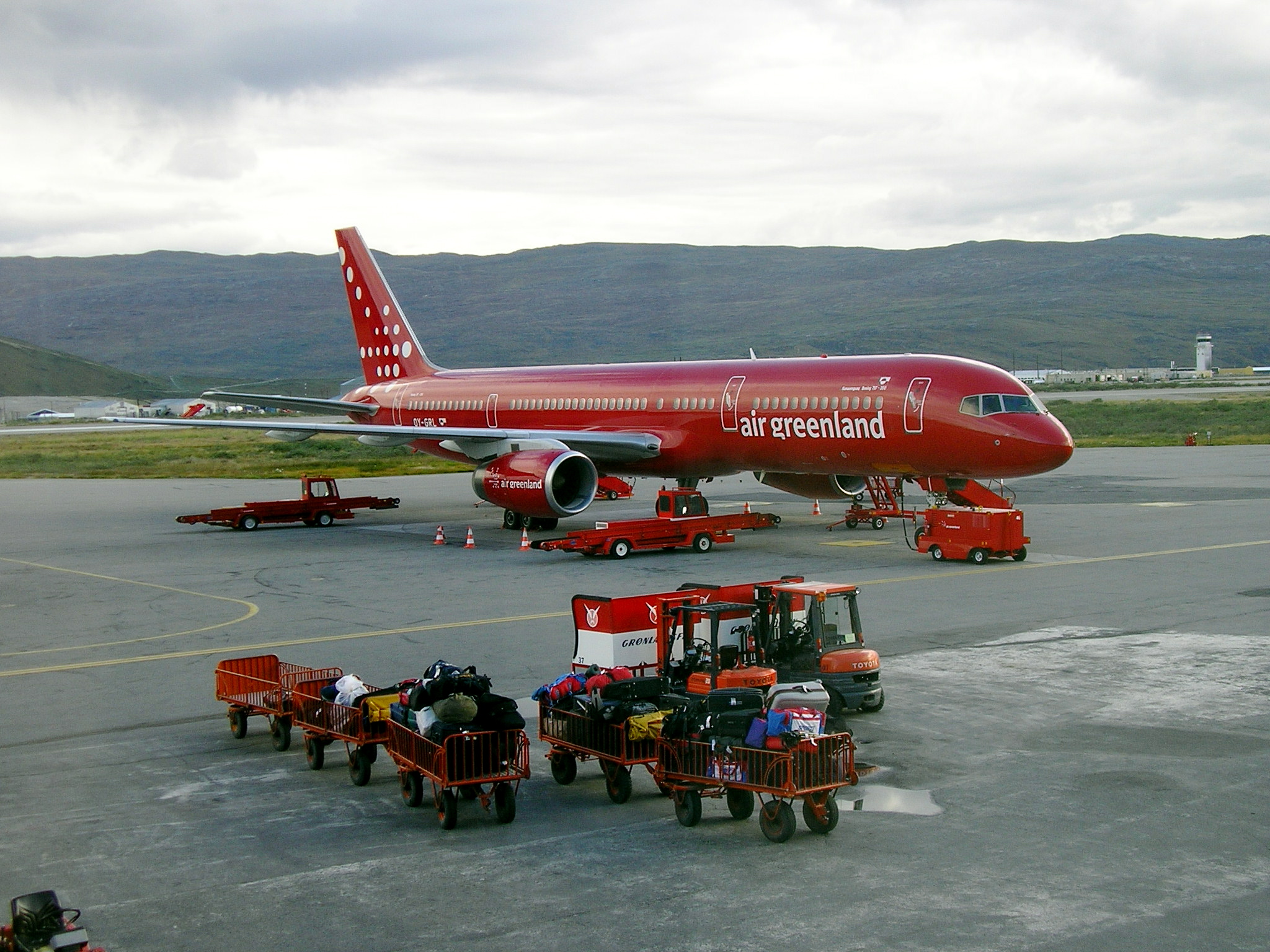
Chiếc Boeing 757 của Air Greenland tại Sân bay Kangerlussuaq.